# 527
Cette page concerne l'année 527  du calendrier julien. Pour l'année 527 av. J.-C., voir 527 av. J.-C. Pour le nombre 527, voir 527 (nombre).
L'année 527 est une année commune qui commence un vendredi.

## Événements

### Asie
- Juin : au Japon, la cour du Yamato envoie une armée de 60 000 hommes vers la Corée pour soutenir les États du Sud (Mimana) contre royaume de Silla[1]. Une importante révolte à Kyushu l'empêche de partir et elle est retardée pendant deux ans[2].
- Octobre : l'Arménien Patrice, nommé comte de l'Orient, est envoyé à Palmyre pour rebâtir la ville et porter au commandant l'ordre de fortifier les postes de la frontière[3].

- L'empereur de Chine Liang Wudi (Leang Wu-ti) se retire une première fois dans un monastère bouddhiste pendant trois jours[4].
- Guerre d'escarmouches le long de la frontière de la Mésopotamie entre les Sassanides et les Byzantins[5].

### Europe
- 1er avril : Justin Ier, sérieusement malade, couronne son neveu Justinien comme empereur. Il meurt quatre mois plus tard[3].
- 17 mai : concile de Tolède ; création d’écoles monastiques en Espagne[6].
- 1er août : début du règne de Justinien Ier le Grand, seul empereur byzantin (fin en 565)[3].
- 15 septembre : le divorce est autorisé dans l'empire byzantin[3].
- 6 novembre : concile de Carpentras, présidé par Césaire d'Arles[6].

- Bataille entre le roi Cerdic de Wessex et les Bretons à Cerdicesleag[7].
- Création du royaume d'Essex au nord de la Tamise par Aescwine[7].

## Naissances en 527
Pas de naissance connue.

## Décès en 527
- 1er août : Justin, empereur byzantin[3].

- Léon, évêque de Tours.